# 1835 na literatura

## Nascimentos
| Data           | Nome                                  | Profissão                        | Nacionalidade  | Observações | Ref |
| -------------- | ------------------------------------- | -------------------------------- | -------------- | ----------- | --- |
| 23 de abril    | Eduardo Coelho                        | tipógrafo, escritor e jornalista | Portugal       | m. 1889     |     |
| 30 de novembro | Mark Twain (Samuel Langhorne Clemens) | escritor                         | Estados Unidos | m. 1910     |     |

## Mortes
| Data       | Nome                 | Profissão                       | Nacionalidade | Observações | Ref |
| ---------- | -------------------- | ------------------------------- | ------------- | ----------- | --- |
| 8 de abril | Wilhelm von Humboldt | linguista, diplomata e filósofo | Alemanha      | n. 1767     |     |